# كأس ديفيز 1964
كأس ديفيز 1964 هو الموسم 53 من  كأس ديفيز. فاز فيه منتخب أستراليا لكأس ديفيز.